# تنیس در المپیک تابستانی ۱۹۲۰
تنیس در بازی‌های المپیک تابستانی ۱۹۲۰ نام رویداد ورزش تنیس در بازی‌های المپیک تابستانی بود که در سال ۱۹۲۰ برگزار شد.

## کشورهای شرکت کننده
- استرالیا (۱) (مردان:۱ زنان:۰)
- بلژیک (۱۶) (مردان:۸ زنان:۸)
- چکسلواکی (۷) (مردان:۶ زنان:۱)
- دانمارک (۳) (مردان:۱ زنان:۲)
- فرانسه (۱۰) (مردان:۷ زنان:۳)
- بریتانیای کبیر (۸) (مردان:۴ زنان:۴)
- یونان (۱) (مردان:۱ زنان:۰)
- ایتالیا (۴) (مردان:۳ زنان:۱)
- ژاپن (۲) (مردان:۲ زنان:۰)
- نروژ (۳) (مردان:۲ زنان:۱)
- آفریقای جنوبی (۵) (مردان:۵ زنان:۰)
- اسپانیا (۴) (مردان:۴ زنان:۰)
- سوئد (۸) (مردان:۵ زنان:۳)
- سوئیس (۳) (مردان:۳ زنان:۰)

## جدول مدال‌ها
| رتبه  | کشور                 | طلا | نقره | برنز | مجموع |
| ۱     | بریتانیای کبیر (GBR) | ۲   | ۳    | ۱    | ۶     |
| ۲     | فرانسه (FRA)         | ۲   | ۰    | ۲    | ۴     |
| ۳     | آفریقای جنوبی (RSA)  | ۱   | ۰    | ۱    | ۲     |
| ۴     | ژاپن (JPN)           | ۰   | ۲    | ۰    | ۲     |
| ۵     | چکسلواکی (TCH)       | ۰   | ۰    | ۱    | ۱     |
| مجموع | مجموع                | ۵   | ۵    | ۵    | ۱۵    |